# District congressionnel at-large des Îles Vierges des États-Unis
Le district congressionnel at-large des îles Vierges des États-Unis englobe toute la superficie des Îles Vierges des États-Unis. Le territoire n'a pas de membre votant du Congrès, mais élit un délégué qui peut participer aux débats.
Depuis que les îles Vierges ont organisé pour la première fois une élection de délégués en 1972, les électeurs du territoire ont élu un Démocrate à 23 reprises, un Républicain une fois et un Indépendant une fois. Au total, trois Démocrates, un Républicain et un Indépendant (qui a collaboré avec les démocrates) ont représenté les îles Vierges au Congrès américain.
La Déléguée actuelle est la Démocrate Stacey Plaskett.

## Liste des Délégués du district
| Délégué                            | Parti       | Années                          | Congrès     | Histoire électorale |
| ---------------------------------- | ----------- | ------------------------------- | ----------- | --- |
| District établit le 3 janvier 1973 |             |                                 |             | |
| Ron de Lugo (en)                   | Démocrate   | 3 janvier 1973 - 3 janvier 1979 | 93e - 95e   | Élu en 1972. Réélu en 1974. Réélu en 1976. Retrait pour se présenter comme Gouverneur. |
| Melvin H. Evans (en)               | Républicain | 3 janvier 1979 - 3 janvier 1981 | 96e         | Élu en 1978. Perd sa réélection. |
| Ron de Lugo (en)                   | Démocrate   | 3 janvier 1981 - 3 janvier 1995 | 97e - 103e  | Élu en 1980. Réélu en 1982. Réélu en 1984. Réélu en 1986. Réélu en 1988. Réélu en 1990. Réélu en 1992. Retrait.                                                                           |
| Victor O. Frazer (en)              | Indépendant | 3 janvier 1995 - 3 janvier 1997 | 104e        | Élu en 1994. Perd sa réélection. |
| Donna Christensen (en)             | Démocrate   | 3 janvier 1997 - 3 janvier 2015 | 105e - 113e | Élue en 1996. Réélue en 1998. Réélue en 2000. Réélue en 2002. Réélue en 2004. Réélue en 2006. Réélue en 2008. Réélue en 2010. Réélue en 2012. Retrait pour se présenter comme Gouverneur. |
| Stacey Plaskett                    | Démocrate   | 3 janvier 2015 - Présent        | 114e - 118e | Élue en 2014. Réélue en 2016. Réélue en 2018. Réélue en 2020. Réélue en 2022. |

## Résultats des récentes élections
Voici les résultats des dix précédents cycles électoraux dans le district.

### 2004
| Élection de 2004 du District congressionnel at-large des Îles Vierges des États-Unis | Élection de 2004 du District congressionnel at-large des Îles Vierges des États-Unis | Élection de 2004 du District congressionnel at-large des Îles Vierges des États-Unis | Élection de 2004 du District congressionnel at-large des Îles Vierges des États-Unis | Élection de 2004 du District congressionnel at-large des Îles Vierges des États-Unis |
| ------------------------------------------------------------------------------------ | ------------------------------------------------------------------------------------ | ------------------------------------------------------------------------------------ | ------------------------------------------------------------------------------------ | ------------------------------------------------------------------------------------ |
| Parti                                                                                | Parti                                                                                | Candidat                                                                             | Votes                                                                                | %                                                                                    |
|                                                                                      | Démocrate                                                                            | Donna Christensen (en) (sortante)                                                    | 17 379                                                                               | 65,7                                                                                 |
|                                                                                      | Indépendant                                                                          | Warren Mosler                                                                        | 7 522                                                                                | 28,5                                                                                 |
|                                                                                      | Républicain                                                                          | Krim Ballantine                                                                      | 1 512                                                                                | 5,7                                                                                  |
|                                                                                      | Write-In                                                                             | Write-In                                                                             | 18                                                                                   | 0,01                                                                                 |
| Total des votes                                                                      | Total des votes                                                                      | Total des votes                                                                      | 26 431                                                                               | 100 %                                                                                |
|                                                                                      | Les Démocrates conservent                                                            |                                                                                      |                                                                                      |                                                                                      |

### 2006
| Élection de 2006 du District congressionnel at-large des Îles Vierges des États-Unis | Élection de 2006 du District congressionnel at-large des Îles Vierges des États-Unis | Élection de 2006 du District congressionnel at-large des Îles Vierges des États-Unis | Élection de 2006 du District congressionnel at-large des Îles Vierges des États-Unis | Élection de 2006 du District congressionnel at-large des Îles Vierges des États-Unis |
| ------------------------------------------------------------------------------------ | ------------------------------------------------------------------------------------ | ------------------------------------------------------------------------------------ | ------------------------------------------------------------------------------------ | ------------------------------------------------------------------------------------ |
| Parti                                                                                | Parti                                                                                | Candidat                                                                             | Votes                                                                                | %                                                                                    |
|                                                                                      | Démocrate                                                                            | Donna Christensen (en) (sortante)                                                    | 18 322                                                                               | 62,91                                                                                |
|                                                                                      | Indépendant                                                                          | Warren Mosler                                                                        | 10 800                                                                               | 37,08                                                                                |
|                                                                                      | Write-In                                                                             | Write-In                                                                             | 4                                                                                    | 0,01                                                                                 |
| Total des votes                                                                      | Total des votes                                                                      | Total des votes                                                                      | 29 126                                                                               | 100 %                                                                                |
|                                                                                      | Les Démocrates conservent                                                            |                                                                                      |                                                                                      |                                                                                      |

### 2008
| Élection de 2008 du District congressionnel at-large des Îles Vierges des États-Unis | Élection de 2008 du District congressionnel at-large des Îles Vierges des États-Unis | Élection de 2008 du District congressionnel at-large des Îles Vierges des États-Unis | Élection de 2008 du District congressionnel at-large des Îles Vierges des États-Unis | Élection de 2008 du District congressionnel at-large des Îles Vierges des États-Unis |
| ------------------------------------------------------------------------------------ | ------------------------------------------------------------------------------------ | ------------------------------------------------------------------------------------ | ------------------------------------------------------------------------------------ | ------------------------------------------------------------------------------------ |
| Parti                                                                                | Parti                                                                                | Candidat                                                                             | Votes                                                                                | %                                                                                    |
|                                                                                      | Démocrate                                                                            | Donna Christensen (en) (sortante)                                                    | 19 286                                                                               | 99,64                                                                                |
|                                                                                      | Write-In                                                                             | Write-In                                                                             | 69                                                                                   | 0,36                                                                                 |
| Total des votes                                                                      | Total des votes                                                                      | Total des votes                                                                      | 19 355                                                                               | 100 %                                                                                |
|                                                                                      | Les Démocrates conservent                                                            |                                                                                      |                                                                                      |                                                                                      |

### 2010
| Élection de 2010 du District congressionnel at-large des Îles Vierges des États-Unis | Élection de 2010 du District congressionnel at-large des Îles Vierges des États-Unis | Élection de 2010 du District congressionnel at-large des Îles Vierges des États-Unis | Élection de 2010 du District congressionnel at-large des Îles Vierges des États-Unis | Élection de 2010 du District congressionnel at-large des Îles Vierges des États-Unis |
| ------------------------------------------------------------------------------------ | ------------------------------------------------------------------------------------ | ------------------------------------------------------------------------------------ | ------------------------------------------------------------------------------------ | ------------------------------------------------------------------------------------ |
| Parti                                                                                | Parti                                                                                | Candidat                                                                             | Votes                                                                                | %                                                                                    |
|                                                                                      | Démocrate                                                                            | Donna Christensen (en) (sortante)                                                    | 19 844                                                                               | 71,73                                                                                |
|                                                                                      | Indépendant                                                                          | Jeffrey Moorhead                                                                     | 5 063                                                                                | 18,30                                                                                |
|                                                                                      | Républicain                                                                          | Vincent Emile Danet                                                                  | 2 329                                                                                | 8,42                                                                                 |
|                                                                                      | Indépendant                                                                          | Guillaume Mimoun                                                                     | 419                                                                                  | 1,51                                                                                 |
|                                                                                      | Write-In                                                                             | Write-In                                                                             | 11                                                                                   | 0,04                                                                                 |
| Total des votes                                                                      | Total des votes                                                                      | Total des votes                                                                      | 27 666                                                                               | 100 %                                                                                |
|                                                                                      | Les Démocrates conservent                                                            |                                                                                      |                                                                                      |                                                                                      |

### 2012
| Élection de 2012 du District congressionnel at-large des Îles Vierges des États-Unis | Élection de 2012 du District congressionnel at-large des Îles Vierges des États-Unis | Élection de 2012 du District congressionnel at-large des Îles Vierges des États-Unis | Élection de 2012 du District congressionnel at-large des Îles Vierges des États-Unis | Élection de 2012 du District congressionnel at-large des Îles Vierges des États-Unis |
| ------------------------------------------------------------------------------------ | ------------------------------------------------------------------------------------ | ------------------------------------------------------------------------------------ | ------------------------------------------------------------------------------------ | ------------------------------------------------------------------------------------ |
| Parti                                                                                | Parti                                                                                | Candidat                                                                             | Votes                                                                                | %                                                                                    |
|                                                                                      | Démocrate                                                                            | Donna Christensen (en) (sortante)                                                    | 13 273                                                                               | 56,61                                                                                |
|                                                                                      | Indépendant                                                                          | Warren Mosler                                                                        | 3 968                                                                                | 16,92                                                                                |
|                                                                                      | Indépendant                                                                          | Norma Pickard-Samuel                                                                 | 3 386                                                                                | 14,44                                                                                |
|                                                                                      | Républicain                                                                          | Holland L. Redfield II                                                               | 2 409                                                                                | 10,28                                                                                |
|                                                                                      | Indépendant                                                                          | Guillaume Mimoun                                                                     | 375                                                                                  | 1,60                                                                                 |
|                                                                                      | Write-In                                                                             | Write-In                                                                             | 34                                                                                   | 0,15                                                                                 |
| Total des votes                                                                      | Total des votes                                                                      | Total des votes                                                                      | 23 445                                                                               | 100 %                                                                                |
|                                                                                      | Les Démocrates conservent                                                            |                                                                                      |                                                                                      |                                                                                      |

### 2014
| Élection de 2014 du District congressionnel at-large des Îles Vierges des États-Unis | Élection de 2014 du District congressionnel at-large des Îles Vierges des États-Unis | Élection de 2014 du District congressionnel at-large des Îles Vierges des États-Unis | Élection de 2014 du District congressionnel at-large des Îles Vierges des États-Unis | Élection de 2014 du District congressionnel at-large des Îles Vierges des États-Unis |
| ------------------------------------------------------------------------------------ | ------------------------------------------------------------------------------------ | ------------------------------------------------------------------------------------ | ------------------------------------------------------------------------------------ | ------------------------------------------------------------------------------------ |
| Parti                                                                                | Parti                                                                                | Candidat                                                                             | Votes                                                                                | %                                                                                    |
|                                                                                      | Démocrate                                                                            | Stacey Plaskett                                                                      | 21 224                                                                               | 90,65                                                                                |
|                                                                                      | Républicain                                                                          | Vince Danet                                                                          | 1 964                                                                                | 8,39                                                                                 |
|                                                                                      | Write-In                                                                             | Write-In                                                                             | 224                                                                                  | 0,96                                                                                 |
| Total des votes                                                                      | Total des votes                                                                      | Total des votes                                                                      | 23 412                                                                               | 100 %                                                                                |
|                                                                                      | Les Démocrates conservent                                                            |                                                                                      |                                                                                      |                                                                                      |

### 2016
| Élection de 2016 du District congressionnel at-large des Îles Vierges des États-Unis | Élection de 2016 du District congressionnel at-large des Îles Vierges des États-Unis | Élection de 2016 du District congressionnel at-large des Îles Vierges des États-Unis | Élection de 2016 du District congressionnel at-large des Îles Vierges des États-Unis | Élection de 2016 du District congressionnel at-large des Îles Vierges des États-Unis |
| ------------------------------------------------------------------------------------ | ------------------------------------------------------------------------------------ | ------------------------------------------------------------------------------------ | ------------------------------------------------------------------------------------ | ------------------------------------------------------------------------------------ |
| Parti                                                                                | Parti                                                                                | Candidat                                                                             | Votes                                                                                | %                                                                                    |
|                                                                                      | Démocrate                                                                            | Stacey Plaskett (sortante)                                                           | 14 531                                                                               | 97,51                                                                                |
|                                                                                      | Write-In                                                                             | Write-In                                                                             | 371                                                                                  | 2,49                                                                                 |
| Total des votes                                                                      | Total des votes                                                                      | Total des votes                                                                      | 14 902                                                                               | 100 %                                                                                |
|                                                                                      | Les Démocrates conservent                                                            |                                                                                      |                                                                                      |                                                                                      |

### 2018
| Élection de 2018 du District congressionnel at-large des Îles Vierges des États-Unis | Élection de 2018 du District congressionnel at-large des Îles Vierges des États-Unis | Élection de 2018 du District congressionnel at-large des Îles Vierges des États-Unis | Élection de 2018 du District congressionnel at-large des Îles Vierges des États-Unis | Élection de 2018 du District congressionnel at-large des Îles Vierges des États-Unis |
| ------------------------------------------------------------------------------------ | ------------------------------------------------------------------------------------ | ------------------------------------------------------------------------------------ | ------------------------------------------------------------------------------------ | ------------------------------------------------------------------------------------ |
| Parti                                                                                | Parti                                                                                | Candidat                                                                             | Votes                                                                                | %                                                                                    |
|                                                                                      | Démocrate                                                                            | Stacey Plaskett (sortante)                                                           | 16 341                                                                               | 98,41                                                                                |
|                                                                                      | Write-In                                                                             | Write-In                                                                             | 264                                                                                  | 1,59                                                                                 |
| Total des votes                                                                      | Total des votes                                                                      | Total des votes                                                                      | 16 605                                                                               | 100 %                                                                                |
|                                                                                      | Les Démocrates conservent                                                            |                                                                                      |                                                                                      |                                                                                      |

### 2020
| Élection de 2020 du District congressionnel at-large des Îles Vierges des États-Unis | Élection de 2020 du District congressionnel at-large des Îles Vierges des États-Unis | Élection de 2020 du District congressionnel at-large des Îles Vierges des États-Unis | Élection de 2020 du District congressionnel at-large des Îles Vierges des États-Unis | Élection de 2020 du District congressionnel at-large des Îles Vierges des États-Unis |
| ------------------------------------------------------------------------------------ | ------------------------------------------------------------------------------------ | ------------------------------------------------------------------------------------ | ------------------------------------------------------------------------------------ | ------------------------------------------------------------------------------------ |
| Parti                                                                                | Parti                                                                                | Candidat                                                                             | Votes                                                                                | %                                                                                    |
|                                                                                      | Démocrate                                                                            | Stacey Plaskett (sortante)                                                           | 13 620                                                                               | 87,94                                                                                |
|                                                                                      | Indépendant                                                                          | Shekema George                                                                       | 1 782                                                                                | 11,51                                                                                |
|                                                                                      | Write-In                                                                             | Write-In                                                                             | 85                                                                                   | 0,55                                                                                 |
| Total des votes                                                                      | Total des votes                                                                      | Total des votes                                                                      | 15 487                                                                               | 100 %                                                                                |
|                                                                                      | Les Démocrates conservent                                                            |                                                                                      |                                                                                      |                                                                                      |

### 2022
| Élection de 2022 du District congressionnel at-large des Îles Vierges des États-Unis | Élection de 2022 du District congressionnel at-large des Îles Vierges des États-Unis | Élection de 2022 du District congressionnel at-large des Îles Vierges des États-Unis | Élection de 2022 du District congressionnel at-large des Îles Vierges des États-Unis | Élection de 2022 du District congressionnel at-large des Îles Vierges des États-Unis |
| ------------------------------------------------------------------------------------ | ------------------------------------------------------------------------------------ | ------------------------------------------------------------------------------------ | ------------------------------------------------------------------------------------ | ------------------------------------------------------------------------------------ |
| Parti                                                                                | Parti                                                                                | Candidat                                                                             | Votes                                                                                | %                                                                                    |
|                                                                                      | Démocrate                                                                            | Stacey Plaskett (sortante)                                                           | TBD                                                                                  | TBD                                                                                  |
|                                                                                      | Write-In                                                                             | Write-In                                                                             | TBD                                                                                  | TBD                                                                                  |
| Total des votes                                                                      | Total des votes                                                                      | Total des votes                                                                      | TBD                                                                                  | 100 %                                                                                |
|                                                                                      | Les Démocrates conservent                                                            |                                                                                      |                                                                                      |                                                                                      |

### 2024
| Élection de 2024 du District congressionnel at-large des Îles Vierges des États-Unis | Élection de 2024 du District congressionnel at-large des Îles Vierges des États-Unis | Élection de 2024 du District congressionnel at-large des Îles Vierges des États-Unis | Élection de 2024 du District congressionnel at-large des Îles Vierges des États-Unis | Élection de 2024 du District congressionnel at-large des Îles Vierges des États-Unis |
| ------------------------------------------------------------------------------------ | ------------------------------------------------------------------------------------ | ------------------------------------------------------------------------------------ | ------------------------------------------------------------------------------------ | ------------------------------------------------------------------------------------ |
| Parti                                                                                | Parti                                                                                | Candidat                                                                             | Votes                                                                                | %                                                                                    |
|                                                                                      | Démocrate                                                                            | Stacey Plaskett (sortante)                                                           | TBD                                                                                  | TBD                                                                                  |
|                                                                                      | Indépendant                                                                          | Ida Smith                                                                            | TBD                                                                                  | TBD                                                                                  |
|                                                                                      | Républicain                                                                          | Ronald Pickard                                                                       | TBD                                                                                  | TBD                                                                                  |
|                                                                                      | Write-In                                                                             | Write-In                                                                             | TBD                                                                                  | TBD                                                                                  |
| Total des votes                                                                      | Total des votes                                                                      | Total des votes                                                                      | TBD                                                                                  | 100 %                                                                                |
|                                                                                      |                                                                                      |                                                                                      |                                                                                      |                                                                                      |